# Lijst van personen uit Szczecin
Deze chronologische lijst bevat mensen die in de Poolse stad Szczecin of in de voormalige Duitse stad Stettin zijn geboren.

## Geboren in Szczecin

### Voor 1900
- Catharina de Grote (1729-1796), in Stettin geboren als Sophie Augusta Frederika von Anhalt-Zerbst-Domburg, na herdoop tot Catharina uitgehuwelijkt aan de Russische tsaar en na diens overlijden uitgeroepen tot tsarina van Rusland
- Sophia Dorothea Augusta Louisa van Württemberg (1759-1828), keizerin-gemalin  van Rusland
- Karl Heinrich von Bötticher, (1833-1907), Pruisisch jurist en staatsman
- Leon Jessel (1871-1942), Duits componist
- Alfred Döblin (1878-1957), schrijver, onder meer van de roman Berlin Alexanderplatz (1929), antifascist die eerst naar Frankrijk en toen naar de VS vluchtte maar na de oorlog naar Duitsland terugkeerde

### 1900–1999
- Gustav Gerneth (1905-2019), van 20 januari 2019 tot zijn overlijden, in Havelberg (Saksen-Anhalt), negen maanden later de oudste man ter wereld
- Helga Deen (1925-1943), joods meisje, slachtoffer van de Holocaust
- Manfred Stolpe (1936-2019), Duits politicus, minister-president van de deelstaat Brandenburg
- Michael Holm (1943), Duits zanger en muziekproducent
- Chava Alberstein (1947) Israëlisch schrijfster en zangeres van Jiddische en modern-Hebreeuwse liederen
- Kazimierz Sidorczuk (1967), voetballer
- Radosław Majdan (1972), voetballer
- Grzegorz Rasiak (1979), voetballer
- Przemysław Stańczyk (1985), zwemmer
- Katarzyna Baranowska (1987), zwemster
- Marcin Lewandowski (1987), atleet
- Kamil Grosicki (1988), voetballer
- Filip Starzyński (1991), voetballer